# Euphyia transversata
Euphyia transversata är en fjärilsart som beskrevs av Carl Peter Thunberg 1788. Euphyia transversata ingår i släktet Euphyia och familjen mätare. Inga underarter finns listade i Catalogue of Life.